# NGC 1745
NGC 1745 (другое обозначение — ESO 56-SC22) — эмиссионная туманность или диффузная туманность в созвездии Золотая Рыба.
Этот объект входит в число перечисленных в оригинальной редакции «Нового общего каталога».
Координаты объекта, указанные Джоном Гершелем, очень близки к истинным координатам NGC 1745, поэтому идентификация объекта точна. В каталоге ESO/Uppsala NGC 1745 называется звёздным скоплением, но это не так. Даже на фотографии ESO не видно никакого скопления.